# Г. Л. Гарсија (Порторико)
Г. Л. Гарсија (шп. G. L. García) град је у америчкој острвској територији Порторико, острвској држави Кариба.

## Демографија
По попису из 2010. године број становника је 1.751, што је 47 (-2,6%) становника мање него 2000. године.
| Група             | 2000.         | 2010.         |
| Белци             | 5 (0,3%)      | 7 (0,4%)      |
| Афроамериканци    | 72 (4,0%)     | 153 (8,7%)    |
| Азијати           | 1 (0,1%)      | 0 (0,0%)      |
| Хиспаноамериканци | 1.792 (99,7%) | 1.741 (99,4%) |
| Укупно            | 1.798         | 1.751         |